# Association pour la musique contemporaine
L'Association pour la musique contemporaine (AMC) (russe : AСМ - Ассоциация Современной Музыки, translittéré ASM), est une association de compositeurs russes fondée en 1923 par Nikolaï Roslavets.

## Historique
L'Association pour la musique contemporaineest fondée la même année que l'association russe des musiciens prolétaires (ARMP). Ces deux associations sont idéologiquement opposées : alors que l'ARMP défendait la thèse que la musique devait avant tout être destinée aux masses et répondre aux exigences de l'idéologie communiste, l'AMC voulait promouvoir l'innovation et l'expérimentation musicale tant sur le plan technique que du langage, et promouvoir les échanges autour de la création musicale contemporaine tant en URSS qu'à l'étranger. La rivalité l'opposant à l'ARMP plaça rapidement et publiquement la question de l'autonomie de la musique par rapport à l'idéologie au cœur des positions de l'AMC. Cela explique qu'aux côtés de musiciens avant-gardistes comme Nikolaï Roslavets ou Alexandre Mossolov on retrouve des musiciens plus académiques comme Nikolaï Miaskovski ou Vissarion Chebaline.
Outre les compositeurs déjà cités, parmi les membres de l'AMC, on retrouve Dmitri Chostakovitch, Vladimir Dechevov (ru), Gavriil Popov, Léonide Polovinkine, Vladimir Chtcherbatchiov, Joseph Schillinger, Vsevolod Zaderatski, Iouri Chaporine.
De nombreuses revues s'inscrivent dans le sillon de l'AMC. En 1923 paraît « Vers de nouveaux rivages ». Roslavets crée en 1924 la revue « Culture musicale » qui joua un rôle important dans la promotion des idées de l'AMC, bien qu'elle ne produisit que trois numéros. De 1924 à 1929, paraît la revue « Musique contemporaine » qui est le bulletin de l'association.
L'AMC entretient des relations étroites avec la Société internationale pour la musique contemporaine (SIMC). L'association organise de nombreux concerts d'œuvres de compositeurs occidentaux contemporains (Béla Bartók, Paul Hindemith, Darius Milhaud, Francis Poulenc, Erik Satie, Claude Debussy, Maurice Ravel, Arnold Schönberg, Alban Berg, Anton Webern, Ernst Krenek, Gustav Mahler, ...). L'AMC fera connaître le travail des compositeurs russes affiliés ou amis lors des festivals annuels de la SIMC : Prokofiev en 1923 et 1924, Samuil Feinberg en 1925, Miaskovski en 1926, Mossolov en 1927 et 1930, Lev Knipper en 1931.
En URSS, l'AMC organise de nombreux concerts pour promouvoir les œuvres de compositeurs russes contemporains. En 1927, pour les dix ans de la révolution d'Octobre, l'AMC organise un concert commémoratif avec au programme, la 2e symphonie de Chostakovitch, Fonderie d'acier de Mossolov, la cantate Octobre de Roslavets et Prologue de Polovinkine.
De 1928 à 1932, l'association connaît une période difficile qui va de plus en plus l'affaiblir. En 1928, l'Association Pan-russe pour la musique contemporaine (l'ARMC) remplace l'AMC. En 1929, son bulletin « Musique contemporaine » cesse de paraître. En 1931, un groupe de membres publie un appel à la constitution d'une nouvelle association prenant en compte la ligne du parti. Parmi les signataires, on retrouve Miaskovski, Chebaline, ainsi que Dmitri Kabalevski, un membre du collectif Prokoll (Collectif de création des étudiants du conservatoire de Moscou). Parallèlement l'ARMP se renforce.
Le 23 avril 1932, Staline fait adopter par le comité central du PCUS une résolution « Sur la restructuration des organisations littéraires et artistiques ». Toutes les organisations existantes seront dissoutes au profit d'organisations centralisées, les Unions, directement contrôlées par l'appareil du parti. Ainsi, en 1932, les deux associations disparaissent, et est alors créée l'Union des compositeurs soviétiques dont les objectifs sont proches des thèses défendues par l'ARMP, et qui répondront désormais officiellement à la doctrine du réalisme socialiste.
La nouvelle AMC (ou AMC-2) a été créée en 1990 à Moscou. Son premier président a été le compositeur Edison Denisov. Elle est aujourd'hui présidée par Victor Ekimovski.